# Maria Weber (Bildhauerin)
Maria Weber (* 2. Februar 1899 in Landshut; † 8. Februar 1984 in München) war eine deutsche Bildhauerin.

## Leben und Werk
1921 wurde Maria Weber als eine der ersten Frauen an der Akademie der Bildenden Künste München aufgenommen. Sie begann das Studium mit der Malerei bei Angelo Jank und wechselte dann in die Bildhauerklasse von Bernhard Bleeker, zuerst als Hospitantin, da dieser der Meinung war: „Die Bildhauerei ist doch zu schwer für eine Frau, da braucht man Kraft und Energie. Sie können sich aber als Hospitantin bei mir eintragen“. Bei Diskussionen zu den Korrekturarbeiten wurden Werke von Maillol, Rodin, Despiau, aber auch Bildhauerwerke der San Zeno Maggiore in Verona oder der Kathedrale von Chartres, des Weiteren das Reiterstandbild des Marc Aurel besprochen. Bleeker zeigte Interesse an ihrer Arbeit und 1923 wurde sie als Meisterschülerin in seiner Meisterklasse aufgenommen. 1927 beendete sie ihr Studium und war seitdem regelmäßig in den Großen Münchner Kunstausstellungen vertreten.
Mit einem Reisestipendium der Stadt München kam Maria Weber 1930 zu einem Studienaufenthalt nach Paris, wo sie mit Aristide Maillol und Charles Despiau bekannt wurde. 1933 war sie in einer Kollektivausstellung im Kunstverein München vertreten und die Münchner Presse berichtete darüber.
In der Zeit des Nationalsozialismus war Maria Weber Mitglied der Reichskammer der bildenden Künste. Für diese Zeit ist ihre Teilnahme an 13 Gruppenausstellungen sicher belegt, darunter mit zwei Arbeiten 1937 und 1944 die Große Deutsche Kunstausstellung in München. Bis 1933 hatte Weber vor allem Tierplastiken geschaffen. Später traten die menschliche Gestalt und das menschliche Antlitz immer mehr in ihr Blickfeld. Als gesuchte Porträtistin schuf sie Bildnisse der Dichterin Frieda Port, der Geigerin Herma Studeny, der Schriftstellerwitwe Marta Feuchtwanger, der Politikerin und Sozialreformerin Elly Heuss-Knapp, des Verlegers Reinhard Piper, der Dichterin Gertrud von le Fort sowie der Wirtschaftler Carl Gabler und Hubert Tigges. Die Porträtbüsten des Malers Adolf Hengeler und des Philosophen Aloys Wenzl wurden vom Bayrischen Staat 1937 bzw. 1959 aufgekauft. Die Städtische Galerie hat die Schlangenträgerin angekauft. 1953 schuf sie für den Ehrensaal im Deutschen Museum das Relief Otto in Marmor, 1954 den kleinen Flötenspieler in Bronze und 1964 entstand der große Flötenspieler vor dem Freizeitgestaltungsheim in Fürstenried.
Von 1940 bis 1943 arbeitete Maria Weber im Erdgeschoss eines Ateliergebäudes auf der Ainmillerstraße 11 in Schwabing und ab 1944 bis 1966 wohnte sie auch dort.
Maria Weber starb sechs Tage vor ihrem 85. Geburtstag und wurde am 13. Februar 1984 auf dem Waldfriedhof Obermenzing beigesetzt.
Heute findet man ihre Arbeiten aus Stein, Bronze und Holz in der Bayrischen Staatsgalerie und der Städtischen Galerie in München, an öffentlichen Gebäuden wie z. B. die Bronzelöwen an den Türgriffen des Bayerischen Innenministeriums am Odeonsplatz  aber auch in Gärten und Anlagen.

## Auszeichnungen und Ehrungen
1980 erhielt Maria Weber den Pasinger Kunst- und Kulturpreis.